# The Play That Goes Wrong
The Play That Goes Wrong (traducida al español como La función que sale mal -España- y Como el culo -Argentina-) es una obra de teatro de los autores británicos Henry Lewis, Jonathan Sayer y Henry Shields. La obra se ha traducido a varios idiomas y representado en numerosos países como China, Hungría, Polonia, España, Grecia, Israel, Francia, Italia, Alemania, México, Argentina, Uruguay y Colombia.

## Argumento
Antes de que comience la obra, el público es testigo de cómo el personal detrás del escenario sigue haciendo ajustes de última hora, incluyendo el intento de reparar una repisa de la chimenea rota y encontrar un perro que se ha escapado.
La ficticia Cornley Polytechnic Drama Society, que viene de cosechar éxitos teatrales imporantes como The Lion and The Wardrobe, James and the Peach o Cat recibe el encargo de representar The Murder at Haversham Manor, una obra de teatro de misterio, escrita en la década de 1920, similar a La ratonera, y que cuenta con un reparto coral bien compeensado. El guion fue escrito por la ficticia Susie H. K. Brideswell. Durante la actuación, una obra dentro de otra, una plétora de desastres le suceden al elenco, incluyendo puertas que se atascan, accesorios que caen de las paredes y pisos que se derrumban. Se ve a los miembros del elenco extraviando accesorios, olvidando líneas, saltando pistas, confundiendo al personaje, teniendo que beber white spirit en lugar de whisky, pronunciando mal el texto y un largo etcétera. Un miembro del elenco queda inconsciente y su reemplazo (el técnico del grupo) se niega a renunciar al papel cuando el titular se recuepera. En otra escena, un actor repite una línea de diálogo anterior, indicando a los otros actores que repitan la secuencia de diálogo completa, cada vez más frenéticamente, varias veces. El clímax es un tributo a una escena en la película de Buster Keaton El héroe del río, cuando prácticamente todo el set restante se derrumba.

## Representaciones destacadas
- The Old Red Lion, Londres. Estreno, 2012.[3][4]
  - Dirección: Mark Bell.
  - Reparto: Henry Shields (Chris), Dave Hearn (Max), Rob Falconer (Trevor), Henry Lewis (Robert), Charlie Russell (Sandra), Jonathan Sayer (Dennis), Greg Tannahill (Jonathan'), Nancy Zamit (Annie).
- Théâtre Tristan Bernard, París, 2016.  Bajo el título de  Les Faux British.
  - Dirección:  Gwen Aduh
  - Intépretes: Nicolás Reynaud, Michel Scotto Di Carlo, Miren Pradier, Gwen Aduh, Jean-Pascal Abribat, Michel Crémadès, Aurélie de Cazanove.
- Lyceum Theatre, Broadway, Nueva York, 2017.[5]
  - Producción: J. J. Abrams.
  - Reparto: El mismo que en la producción original de Londres.
- Teatro Tabaris, Buenos Aires. 2016.  Bajo el título de Como el culo.[6]
  - Dirección: Manuel González Gil
  - Intépretes: Daniel Aráoz, Walter Quiroz, Florencia Raggi, Diego Reinhold, Nicolás Scarpino, Gonzalo Suárez, Julieta Vallina y Maxi de la Cruz
- Teatro Greco, Roma, 2016. Bajo el título de Che disastro di commedia.
  - Dirección: Mark Bell.
  - Intérpretes:  Gabriele Pignotta, Stefania Autuori, Luca Basile, Viviana Colais, Valerio Di Benedetto, Alessandro Marverti, Yaser Mohamed, Marco Zordan.
- Theater Hof, Hof (Baviera), 2016.  Bajo el título de  Mord auf Schloss Haversham.
  - Dirección: Reinhardt Friese.
- Teatro Marquina, Madrid, 2022. Bajo el título de La función que sale mal.
  - Dirección: Sean Turner
  - Intépretes: Héctor Carballo (Chris), Carlos de Austria (Robert), Carla Postigo (Sandra), Alejandro Vera (Dennis), Noelia Marló (Annie), César Camino (Trevor), David Ávila (Max), Felipe Ansola (Jonathan)

## Premios
- Premio Laurence Olivier (2015) - Mejor estreno de comedia
- WhatsOnStage Awards (2015) - Mejor estreno de comedia
- Premios Tony (2017) – Ganador al Mejor Diseño de Escenario en una Obra
- Drama Desk Award (2017) – Ganador al Mejor Diseño de Escenario en una Obra